# Ribeirão Preto
Ribeirão Preto, grad u jugoistočnom Brazilu, u federalnoj državi São Paulo.

## Povijest
Grad je osnovan 1856. godine. Izgradnjom željezničkih veza 1883. godine, ubrzan je razvoj industrije.
Gradska opera je osnovana 1920.

## Stanovništvo
Prema procjeni iz 2016. u gradu je živjelo 677.455 stanovnika.
| 1991.   | 2000.   | 2016.   |
| ------- | ------- | ------- |
| 436.682 | 504.923 | 677.455 |

## Gradovi prijatelji
- Bucaramanga, Kolumbija
- Ripa Teatina, Italija
- San Leandro, SAD
- Teramo, Italija

## Vanjske poveznice
- Službena stranica  Arhivirana inačica izvorne stranice od 15. srpnja 2016. (Wayback Machine)